# Clipa de răgaz
Clipa de răgaz este un film românesc din 1986 regizat de Șerban Creangă. Rolurile principale au fost interpretate de actorii Ștefan Iordache, Ecaterina Nazare, Manuela Ciucur.

## Distribuție
Distribuția filmului este alcătuită din:
- Mitzura Arghezi
- Florin Călinescu — Vlad
- Ștefan Tapalagă — Dumitru
- Ștefan Sileanu — Tudor
- Manuela Ciucur — Anca
- Sebastian Papaiani — Onel
- Virgil Andriescu
- Traian Stănescu
- Ștefan Iordache — Andrei
- Adrian Păduraru — Valeriu
- Cornel Vulpe — Dobre
- Ecaterina Nazare — Oana
- Octavian Cotescu — Moraru
- Constantin Diplan — Grecescu
- Gelu Colceag

## Primire
Filmul a fost vizionat de 1.484.949 de spectatori în cinematografele din România, după cum atestă o situație a numărului de spectatori înregistrat de filmele românești de la data premierei și până la data de 31 decembrie 2014 alcătuită de Centrul Național al Cinematografiei.